# 王麒 (嘉靖舉人)
王麒（16世紀—16世紀），字子仁，湖廣襄陽府宜城縣民籍，江西吉安府安福縣人，明朝政治人物。

## 生平
王麒先祖本是安福人，自父親王澄徙居宜城，他是嘉靖十九年（1540年）庚子科湖廣鄉試第十九名舉人，授臨江推官，判案毫不徇私，陞霸州知州，因忤逆權貴辭官回鄉，專心教育兒子，後以次子王凝貴封太常寺少卿，汪伯玉作《賁于堂記》讚美其家族。

## 引用
1. 1 2  光緒《宜城縣志·卷七·耆舊志》：王麒，字子仁，其先江西安福人，父澄徙居宜城，嘉靖庚子麒領鄉薦，初理臨江不私故人，擢守霸州，忤權貴罷官，一意教子不輟課業，長子冲以歲貢司鐸大寧，次子凝由進士官至兵部右侍郎，三子兆舉人官汝寧別駕，麒及父澄俱膺凝封贈，長孫𥜥、少孫祼俱承廕敘，鞶帶濟濟，襄郡薦紳稱王為最，汪伯玉作《賁于堂記》以美之。 舊志